# مكافآة (تسويق)
المكافآة هي عناصر ترويجية -ألعاب صغيرة وبطاقات تجارية ومقتنيات وأشياء صغيرة أخرى ذات قيمة- موجودة في عبوات منتجات التجزئة ذات العلامات التجارية (أو يمكن الحصول عليها مباشرةً من بائع التجزئة في وقت الشراء) والتي تُدمج مع سعر المنتج (بدون تكلفة إضافية) بقصد زيادة المبيعات، مثل الألعاب في وجبات الأطفال. أُنتجت المكافآت القابلة للتحصيل ضمن سلسلة على نطاق واسع -كبرامج تسويق الولاء- في الأطعمة والمشروبات ومنتجات التجزئة الأخرى لزيادة المبيعات من خلال عمليات الشراء المتكررة من قبل هواة الجمع، وهي تُوزّع من خلال الخبز والحلوى والحبوب والجبن ورقائق البطاطس والمقرمشات ومنظفات الغسيل والفشار والمشروبات الغازية. وتشمل المكافآت عدة أنواع: النكات وحلقات المفاتيح والحيل السحرية والملاعق البلاستيكية الصغيرة والألغاز والملصقات والوشوم المؤقتة والبطاقات التجارية والألعاب الصغيرة (المصنوعة من البلاستيك أو الورق العادي أو الورق المقوى أو القصدير أو السيراميك أو المعدن).

## تاريخها
كانت بطاقات السجائر من أوائل الأمثلة على المكافآت - البطاقات التجارية المعلنة عن منتج ما التي كانت توضع في علب ورق السجائر كمقويات لحماية محتوياتها. كانت شركتا ألين وغينتر في الولايات المتحدة عام 1886، والشركة البريطانية دبليو. دي آند إتش. أو ويلز في عام 1888، من أوائل شركات التبغ التي طبعت الإعلانات، وبعد ذلك بسنتين، أضافت الصور على البطاقات مع مجموعة من المواضيع المختلفة من الطبيعة إلى الحرب إلى الرياضة - وهي المواضيع الجذابة بالنسبة للرجال المدخنين. وبحلول عام 1900، صُنّعت الآلاف من بطاقات التبغ من قبل 300 شركة مختلفة. وكان يقف الأطفال خارج المتاجر ليسألوا العملاء الذين اشتروا السجائر إذا كان بإمكانهم الحصول على بطاقاتهم. أُنتجت البطاقات التجارية من قبل الشركات المصنعة لمنتجات أخرى بعد نجاح بطاقات السجائر، ووضعت في المنتجات أو سُلّمت إلى العميل من قبل صاحب المتجر في وقت الشراء. وضعت الحرب العالمية الثانية نهايةً لإنتاج بطاقات السجائر بسبب الموارد الورقية المحدودة، ولم تعد البطاقات للإنتاج حتى بعد نهاية الحرب. اتجه بعد ذلك جامعو المكافآت من منتجات التجزئة نحو جمع بطاقات الشاي في المملكة المتحدة وبطاقات العلكة في الولايات المتحدة.

### الجوائز الرئيسية
كانت أولى بطاقات البيسبول هي البطاقات التجارية التي احتوت على بروكلين أتلانتيكس وأُنتجت في عام 1868 من قبل بيك وسنايدر، وهي شركة سلع رياضية مُصنعة لمعدات البيسبول. وفي عام 1869، أظهرت بطاقات بيك وسنايدر صورًا لأول فريق محترف، الريد سوكس. جاءت معظم بطاقات البيسبول في بداية القرن العشرين ضمن منتجات الحلوى والتبغ التي أنتجتها شركات مثل شركة بريش ويليامز للحلويات في أكسفورد، بنسلفانيا وشركة كاراميل الأمريكية وشركة إمبريال توباكو الكندية وكاباناس، شركة تصنيع السيجار الكوبي. تُعرف مجموعة بطاقات البيسبول باسم مجموعة بطاقات التبغ (تي 206)، الصادرة من 1909 إلى 1911 في علب السجائر والتبغ من قبل 16 علامة تجارية مختلفة تابعة لشركة التبغ الأمريكية ويعتبرها هواة الجمع المجموعة الأكثر شعبية لبطاقات التبغ. بيعت بطاقة اللاعب (هوناس واجنر، تي 206) في 6 أبريل من عام 2013 مقابل 2.1 مليون دولار في مزاد عبر الإنترنت، وهو أعلى سعر يُدفع مقابل مثل هذه البطاقات. وفي عام 1933، أصدرت شركة غودي من بوسطن بطاقات بيسبول مطبوع على ظهرها السير الذاتية اللاعبين، وكانت أول من وضع بطاقات البيسبول ضمن علب العلكة. أصدر بومان غام من فيلادلفيا أول بطاقات بيسبول في عام 1948 وأصبح أكبر مُصدّر لبطاقات البيسبول من عام 1948 إلى عام 1952.

### شركة توبس والبطاقات
بدأت شركة توبس شوينغ غام، في إدخال البطاقات ضمن علب العلكة في عام 1950 - مع مواضيع مثل التلفزيون وفيلم رعاة البقر هوبالونغ كاسيدي؛ وبطاقات عليها عبارة «أحضرهم على قيد الحياة» التي تميز بها الممثل فرانك باك في ألعاب الصيد الكبيرة في إفريقيا؛ وبطاقات كرة القدم الأمريكية. قدمت شركة توبس موضوع البيسبول في البطاقات في عام 1951، وأنشأ سي بيرغر أول بطاقة بيسبول حديثة، مع سجلات وإحصائيات اللعب الكاملة، وأُنتجت من قبل توبس في عام 1952. تعد بطاقة ميكي مانتل لعام 1952 واحدةً من أكثر بطاقات البيسبول المرغوبة بالنسبة لهواة الجمع. اشترت شركة توبس شركة بومان غام في عام 1956. وكانت توبس الرائدة في صناعة البطاقات التجارية من 1956 إلى 1980، إلى جانب البطاقات الرياضية. أُنتجت العديد من البطاقات غير الرياضية الأكثر مبيعًا بواسطة شركة توبس، بما في ذلك ستار وورز (بدءًا من عام 1977) وكارباج بيل كيدز (بدءًا من عام 1985). أدخلت شركة توبس بطاقات البيسبول في علب العلكة حتى عام 1981، ثم أصبحت منتجات العلكة غير مرغوبة وبيعت البطاقات لوحدها.

### مكافأة في كل صندوق
كان الاستخدام الأكثر شهرة للجوائز في الولايات المتحدة هي حلويات كراكر جاك. إذ أُدرجت الجوائز في كل علبة من كراكر جاك بشكل مستمر منذ عام 1912. وتُعتبر عبارة «الفشار المغطى بالسكر والفول السوداني ومكافأة، هذا ما تحصل عليه مع كراكر جاك!» نغمةً مألوفةً للأشخاص الذين شاهدوا التلفزيون في الولايات المتحدة في الستينيات والسبعينيات من القرن الماضي. تناقصت مبيعات كراكر جاك، مع المزيد من المنافسة في صناعة الوجبات الخفيفة. وكانت أكثر المكافآت قيمة في كراكر جاك هي بطاقات البيسبول الموزعة بين عامي 1914 و 1915. على الرغم من أن معظمها كانت في الآونة الأخيرة عبارة عن ورق مطبوع فقط، وفي عام 2004، بيعت مجموعة كاملة من بطاقات البيسبول كراكر جاك لعام 1914 - بما في ذلك بطاقات جو جاكسون وتي كوب - مقابل 800000 دولار.

### مكافآت الحبوب
كان ويل كيث كيلوغ أول من قدم المكافآت في علب الحبوب بدءًا من عام 1906. وأنتجت إستراتيجية التسويق التي أسسها ويل الآلاف من مكافآت صناديق الحبوب المختلفة التي وُزعت على عشرات المليارات. كانت أول مكافأة مُقدمة من حبوب الإفطار هي كتاب الصور المتحركة للغابة المضحكة الذي قدمه التجار للعملاء في المتاجر عند شراء علبتين من رقائق الذرة من كيلوغ. وفي عام 1909، غيرت الشركة العرض وأصبح الحصول على الكتاب يتم عبر البريد مقابل دايم واحد. وبحلول عام 1912، وزعت الشركة نحو 2.5 مليون من الكتاب. خضع الكتاب لتغييرات مختلفة في الإصدار وقُدِّم لآخر مرة للمستهلكين عام 1937. كانت بطاقات البيسبول ثلاثية الأبعاد وبطاقات كرة القدم التي أنتجتها أوبتيغرافيكس شائعة جدًا من 1970 إلى 1983 في علب حبوب كيلوغ، بدايةً مع رقائق الذرة، ولاحقًا مع علامات تجارية أخرى. استخدمت الشركات التابعة للماركات الصغيرة مثل: (شركة جنرال ميلز للصناعات الغذائية الأميركية ونابيسكو ونستله وشركة كويكر للشوفان) المكافآت والجوائز في علب الحبوب لتعزيز المبيعات والولاء للعلامة التجارية.

## وصلات خارجية
- Cereal Premiums
- The Cracker Jack Box نسخة محفوظة 12 يناير 2011 على موقع واي باك مشين.